# Родохори (дем Горуша)
 Тази статия е за селото в Населица.  За други значения на Радовища вижте Радовища.  За други значения на Родохори вижте Родохори.
Родохори или Радовища (на гръцки: Ροδοχώρι, Родохори; катаревуса: Ροδοχώριον, Родохорион, до 1928 година: Ραδοβίτσι, Радовици или Ραδοβίστι, Родовисти; катаревуса Ραδοβίτσιον, Радовицион) е село в Егейска Македония, Република Гърция, дем Горуша (Войо), област Западна Македония.

## География
Селото е разположено на 730 m надморска височина, в областта Населица на 20 km югозападно от град Неаполи (Ляпчища) и около 10 km южно от Цотили. Землището на селото на югоизток граничи с гревенското село Айдония.
Край селото е старият каменен Цукарев мост.

## История

### Етимология
Според академик Иван Дуриданов етимологията на името е първоначален патроним на -ишти < -itji, който произхожда от личното име *Радовит от *Радовид. Името е възникнало след отпадане на краесловните ерове, когато д в краесловна позиция е заменена с т.

### В Османската империя
В края на XIX век Радовища е гръцко село в южния край на Населишка каза на Османската империя. Църквата „Свети Николай“ е от Възраждането. Александър Синве („Les Grecs de l’Empire Ottoman. Etude Statistique et Ethnographique“) в 1878 година пише, че в Радовисти (Radovisti), Сисанийска епархия, живеят 480 гърци.
Според Васил Кънчов в 1900 година в Радовища живеят 366 гърци християни.
На Етнографската карта на Битолския вилает на Картографския институт в София от 1901 година Радовища е чисто гръцко село в казата Населица на Серфидженския санджак с 65 къщи.
Според статистика на Серфидженския санджак на гръцкото консулство в Еласона от 1904 година в Радовици (Ραδοβίτση), Населишка каза, живеят 150 гърци елинофони християни.
По данни на секретаря на Българската екзархия Димитър Мишев Радовища (Radovichta) е под върховенството на Цариградската патриаршия и в него има 325 гърци патриаршисти.

### В Гърция
През Балканската война в 1912 година в селото влизат гръцки части и след Междусъюзническата в 1913 година Радовища остава в Гърция. През 1913 година при първото преброяване от новата власт в Радовицион (Ραδοβίτσιον) са регистрирани 471 жители.
В 1928 година името на селото е сменено на Родохорион.
Населението традиционно произвежда жито, картофи и други земеделски продукти, като се занимава и със скотовъдство.
| Година    | 1913 | 1920 | 1928 | 1940 | 1951 | 1961 | 1971 | 1981 | 1991 | 2001 | 2011 | 2021 |
| --------- | ---- | ---- | ---- | ---- | ---- | ---- | ---- | ---- | ---- | ---- | ---- | ---- |
| Население | 471  | 316  | 344  | 258  | 116  | 112  | 126  | 173  | 136  | 87   | 52   | 27   |

## Личности
Родени в Родохори
- Димитриос Константинидис Рангазас (1871 – 1902), гръцки общественик
- Йоаникий Константинидис (1814 – 1879), никейски и ираклийски митрополит